# Stéphan Bignet
Stéphan Bignet, né le 29 juin 1971 à Spire en Allemagne, est un triathlète français, multiple champion de France de triathlon, aussi bien sur courte que sur longue distance.

## Biographie

### Carrière de triathlète
Stéphan Bignet compte au total cinq titres de champion de France, dans les catégories sprint (1993), courte distance (2000) et un triplé en longue distance (2005, 2006 et 2007).
En 2001, il ne peut conserver son titre national sur courte distance. Il s'incline pour 31 secondes derrière Sylvain Dodet et Stéphane Poulat au lac de Vassivière.
Son premier titre longue distance n'est officialisé que huit mois après la course, par intervention du CNOSF auprès de la FFTri. Charly Loisel est reconnu coupable d'avoir coupé le parcours vélo en se trompant de direction et en suivant une voiture de l'organisateur. Après le jugement, les deux triathlètes sont déclarés co-champions de France.Le club de Beauvais Triathlon réalise ainsi officiellement un doublé grâce à la victoire incontestée chez les femmes d'Estelle Patou.
Après son titre de champion de France LD 2007 et une victoire sur l'Ironman 70.3 de Wiesbaden, il doit préparer ses triathlons « comme tout triathlète lambda », en complément de son emploi de CRS, bien qu'il soit toujours considéré comme athlète professionnel de haut niveau. L'année 2008 est cruciale pour lui afin de récupérer son statut.
Après deux ans de pause, il revient au triathlon pour son club formateur, le Beauvais Tri, qui fait appel à lui pour le championnat de France par équipes. Sa reprise, bien que difficile, contribue au huitième titre national du club. Il prévient que son âge ne lui permet plus d'être performant sur les distances sprints, et se consacre aux épreuves longue distance, mais reste à chaque course un des favoris à la victoire finale, peu importe la distance.
De nouveau licencié au Stade Poitevin, pour sa dernière saison professionnelle à 43 ans, Stéphan Bignet court encore chez les seniors et non pas chez les vétérans. Il prend à Gravelines la cinquième place du championnat de France longue distance 2014 avec un temps de 3 h 40 min 56 s, à presque 8 minutes du quintuple champion Sylvain Sudrie, et à seulement une minute 30 du podium.

### Vie professionnelle et  privée
Son frère Frank Bignet est devenu également triathlète à la même époque et a été sacré champion de France trois années après Stéphan (2003).
Stéphan Bignet est CRS. Depuis 2008, il ne peut plus compter sur un détachement sportif à plein temps, une commission sportive chargée de son suivi par le Ministère de l'Intérieur ayant jugé que ses résultats étaient insuffisants. Il démissionne en 2010 pour prendre un poste de maitre-nageur sauveteur à Poitiers.

## Palmarès
Le tableau présente les résultats les plus significatifs (podium) obtenus sur le circuit national et international de triathlon depuis 1992,.
| Année | Compétition                                     | Pays      | Position           | Temps           |
| ----- | ----------------------------------------------- | --------- | ------------------ | --------------- |
| 2012  | Championnat de France par équipe (Beauvais Tri) | France    |                    |                 |
| 2010  | Championnats de France d'aquathlon              | France    | Médaille de bronze | 1 h 0 min 45 s  |
| 2008  | Championnat de France longue distance           | France    |                    | 3 h 41 min 43 s |
| 2007  | Ironman 70.3 Wiesbaden                          | Allemagne |                    | 4 h 6 min 53 s  |
| 2007  | Championnat de France longue distance           | France    |                    | 6 h 16 min 21 s |
| 2007  | Triathlon XL de Gérardmer                       | France    | Médaille d'or      |                 |
| 2006  | Championnat de France                           | France    |                    | 1 h 56 min 12 s |
| 2006  | Championnat de France longue distance           | France    |                    |                 |
| 2005  | Championnat de France longue distance           | France    |                    |                 |
| 2001  | Championnat de France                           | France    |                    | 1 h 54 min 34 s |
| 2000  | Championnat de France                           | France    |                    |                 |
| 1998  | Championnat de France longue distance           | France    |                    |                 |
| 1997  | 4e étape de Coupe du monde à Gamagōri           | Japon     |                    | 1 h 48 min 49 s |
| 1995  | Championnat de France longue distance           | France    |                    |                 |
| 1993  | Championnat de France sprint                    | France    |                    |                 |
| 1992  | 6e étape de Coupe du monde à Pékin              | Chine     |                    | 1 h 51 min 26 s |
| 1992  | Championnat de France sprint                    | France    |                    |                 |